# Махирово
Махиро́во (Махирово-1, бел. Махіро́ва) — деревня в Полоцком районе Витебской области Беларуси. Входит в состав Боровухского сельсовета.
Один из древнейших населённых пунктов Боровухского сельсовета.
В 1924—1926 годах центр Махировского сельсовета.

## География
Расположена в 8 км (или 5 миль) от Новополоцка, 19 км от Полоцка, 113 км от Витебска. Ближайший населённый пункт в 1 км Горовые.

### Гидрография
В 2 км на северо-востоке от деревни расположено озеро Махирово, в бассейне реки Западная Двина.

## История

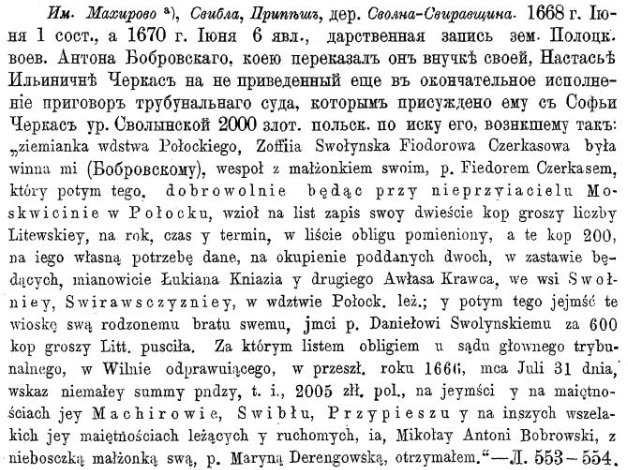
Первое письменное упоминание о деревне Махирово

Первое письменное упоминание о "маетности" Махирово находится в сборнике «Историко-юридические материалы, извлеченные из актовых книг губерний Витебской и Могилёвской». В актовой книге упомянуты два юридических акта, датируемых 1668-м годом, в которых упоминается деревня — в одном из этих актов имеется ссылка на польский документ с упоминанием о Махирово в 1666-м году.
В первой половине XVIII века самым значительным селом между Полоцком и Дисной по северному берегу Двины оказалось Махирово. "... Махиров, также известный как Махирово, над речкой Махировкой, как известно, является сейчас государственной деревней в красивой, лесистой местности в Витебской губернии, в Полоцком повете (бывшее Полоцкое воеводство); раньше это было местечко.
В начале XVIII века и существовала церковь Опеки Матери Божьей (Покрова), при которой Гребницкие около 1770 года основали базилианский (униатский) монастырь.
В 1737 году здесь была построена Свято-Покровская церковь.
Спустя полтора века к 1886 году Махирово разрослось и  состояло из Махирово-1 (на месте нынешней деревни) и Махирово-2 (на месте садовых участков к северу от нынешней деревни). Деревни эти принадлежали к Махировскому сельскому товариществу и входили в состав Замшанской волости Полоцкого уезда (правление волости было в нынешней д. Азино).

В Махирово-1 к концу XIX века было 25 дворов. Население состояло из 131 человека. В Maxиpoво-2 было 5 дворов с 34 жителями. Деревня на тот период считалась крупной и в ней размещалась церковно-приходская школа. Была часовня, казенная лавка, две корчмы. Три раза в год проводились ярмарки. 

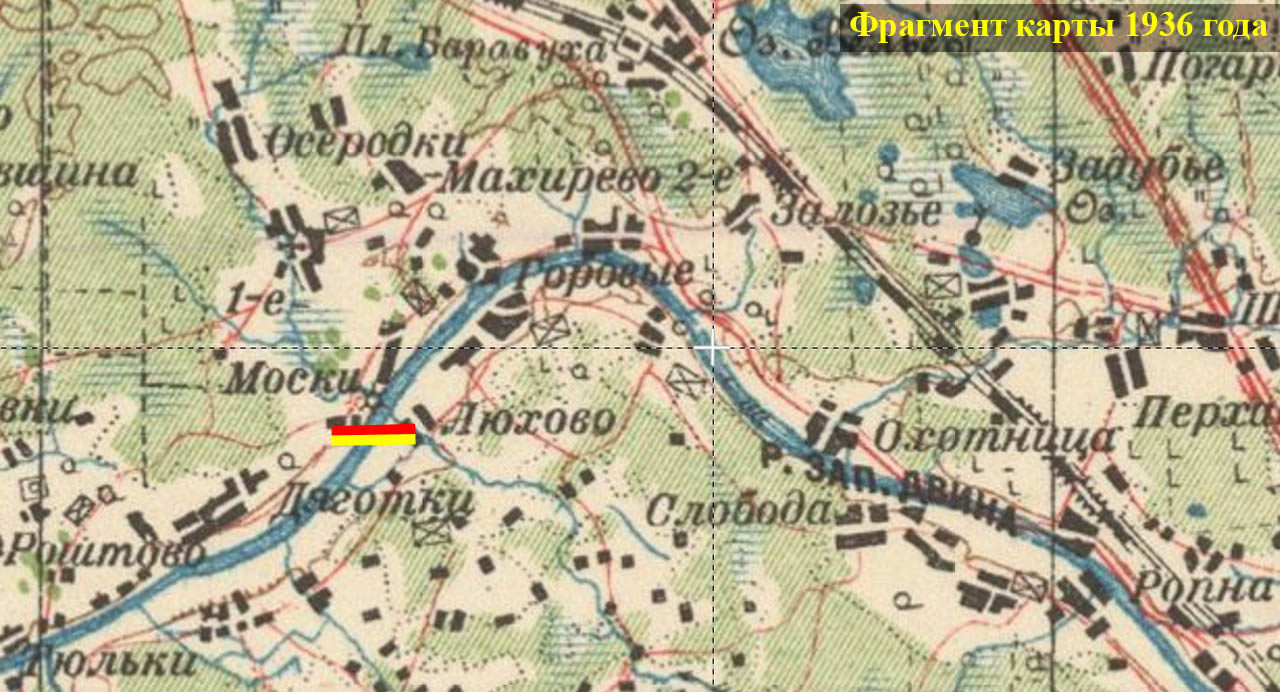

К 1905 году в районе Махирово три деревни: Махирово 1-е, Махирово 2-е и Махирово 3-е. Эти три деревни образовывали погост Махирово (административно-территориальную единицу, состоящую из нескольких населённых пунктов), который входил в состав Замшанской волости Полоцкого уезда.
В деревне было две корчмы. Одна находилась с запада и одна южнее.

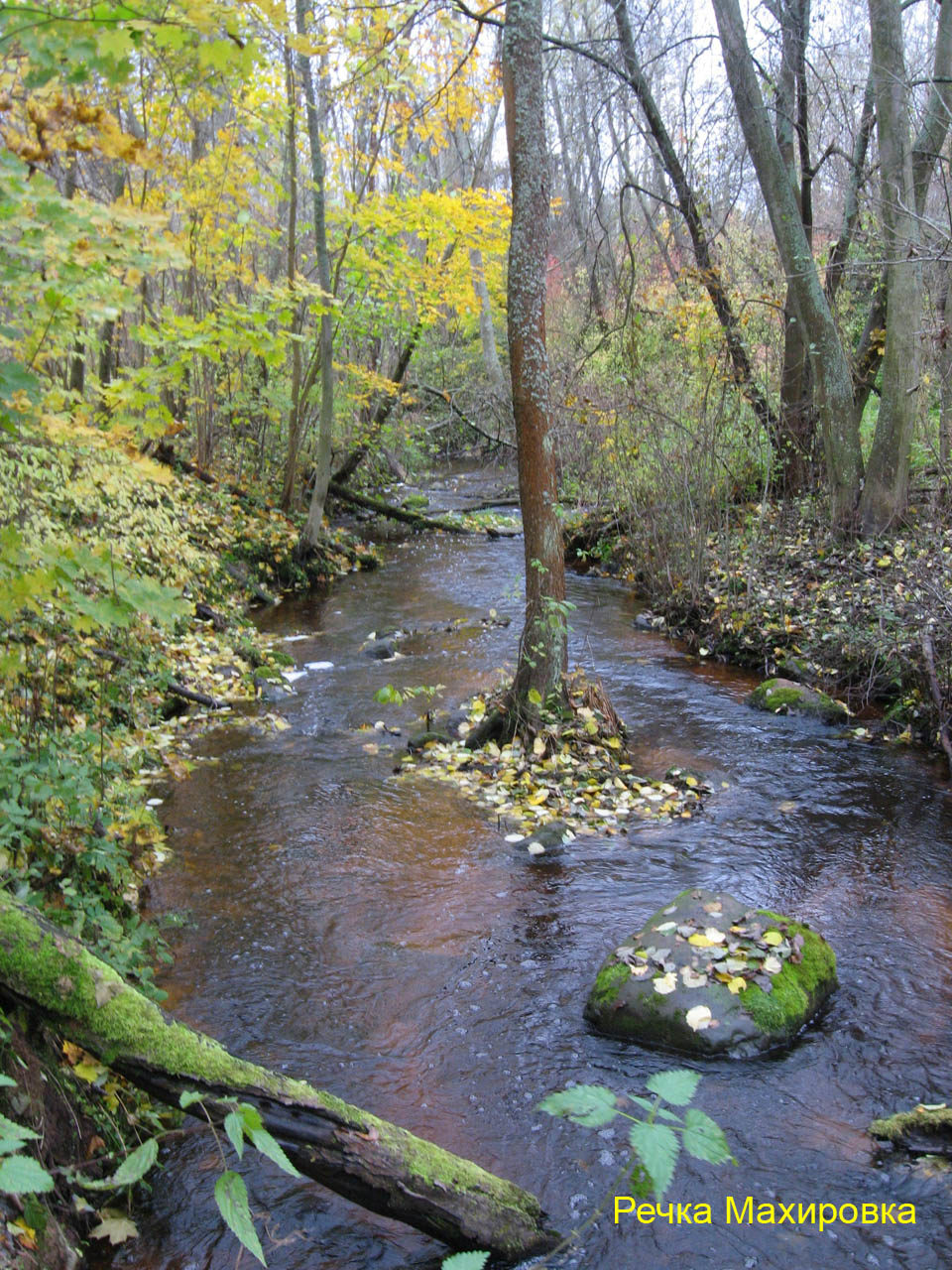
Речка

В 1919 году, в период Советско-польской войны, в Махирово была организована первая в Полоцком районе коммуна «Смольская». Коммуна расположилась в здании церковно-приходской школы, фундамент от которой сохранился до наших дней. Просуществовала около двух лет.
В 1923 году в деревне Махирово 1-е — 83 жителя, в Махирово 2-е — 38 жителей.
С 21 августа 1925 года Махирово становится центром Махировского сельсовета Полоцкого района. В 1927 году здесь был организован колхоз «Maxиpoвcкое», в 1930 году — колхоз «Красный Артиллерист», 24 декабря 1969 года вошел в состав совхоза «Полоцкий».
Накануне войны в 1940 году в Махирово было 30 дворов, 135 жителей.

### Война 1941-1945 гг.
В книге памяти Полоцкого района есть запись, что во время Великой Отечественной войны деревня Махирово была уничтожена. Но известно, что деревня ещё при строительстве ДОТов оказалось в предполье укрепрайона (на переднем крае обороны). По этой причине, скорее всего, как и жителей ряда иных деревень в этих местах, перед самой войной жителей Махирово переселили в Осеродки. Дома разбирались, перевозились на телегах на новое место и устанавливались на новые фундаменты.
В 1946 году — 10 дворов и 134 жителя. В 1968 году — 39 дворов и 88 жителей. В 1979 году — 35 дворов и 70 жителей.

### Новейшая история
В деревне функционировали школа, клуб, библиотека, магазин, ферма, кузница, колхоз, сад. Размещалось управление колхоза.
На 1999 год в Махирово 24 двора и 33 жителя.

## Население
- 2009 год — 26 человек (перепись населения)[4]

## Улицы
- Лесная
- Садовая
- Центральная

## Достопримечательность

### Утраченное наследие
- Махировский монастырь с церковью Покрова Пресвятой Богородицы[3], основанный в 1737 году. Церковь разрушена в период Великой Отечественной войны.

## Галерея

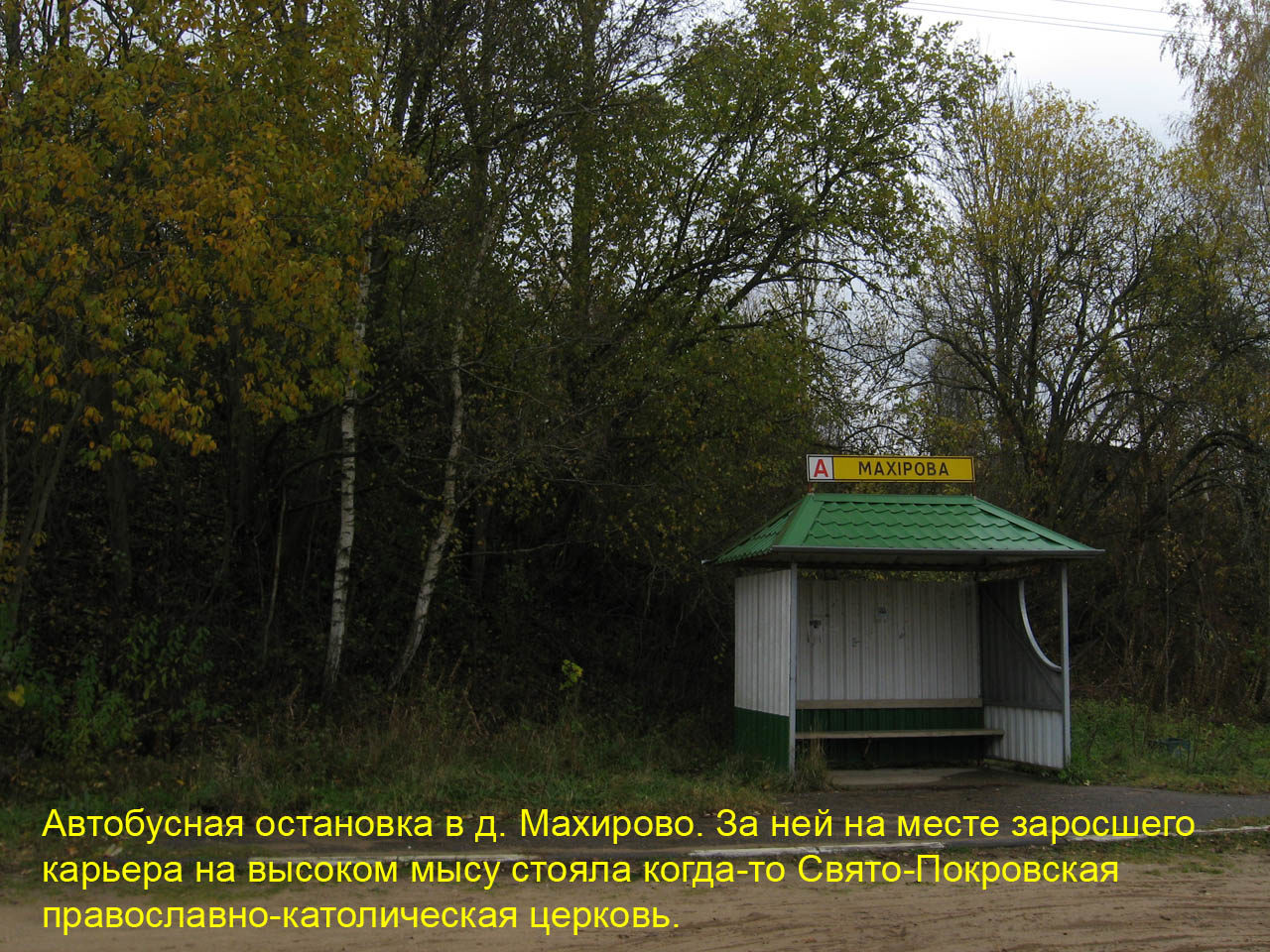
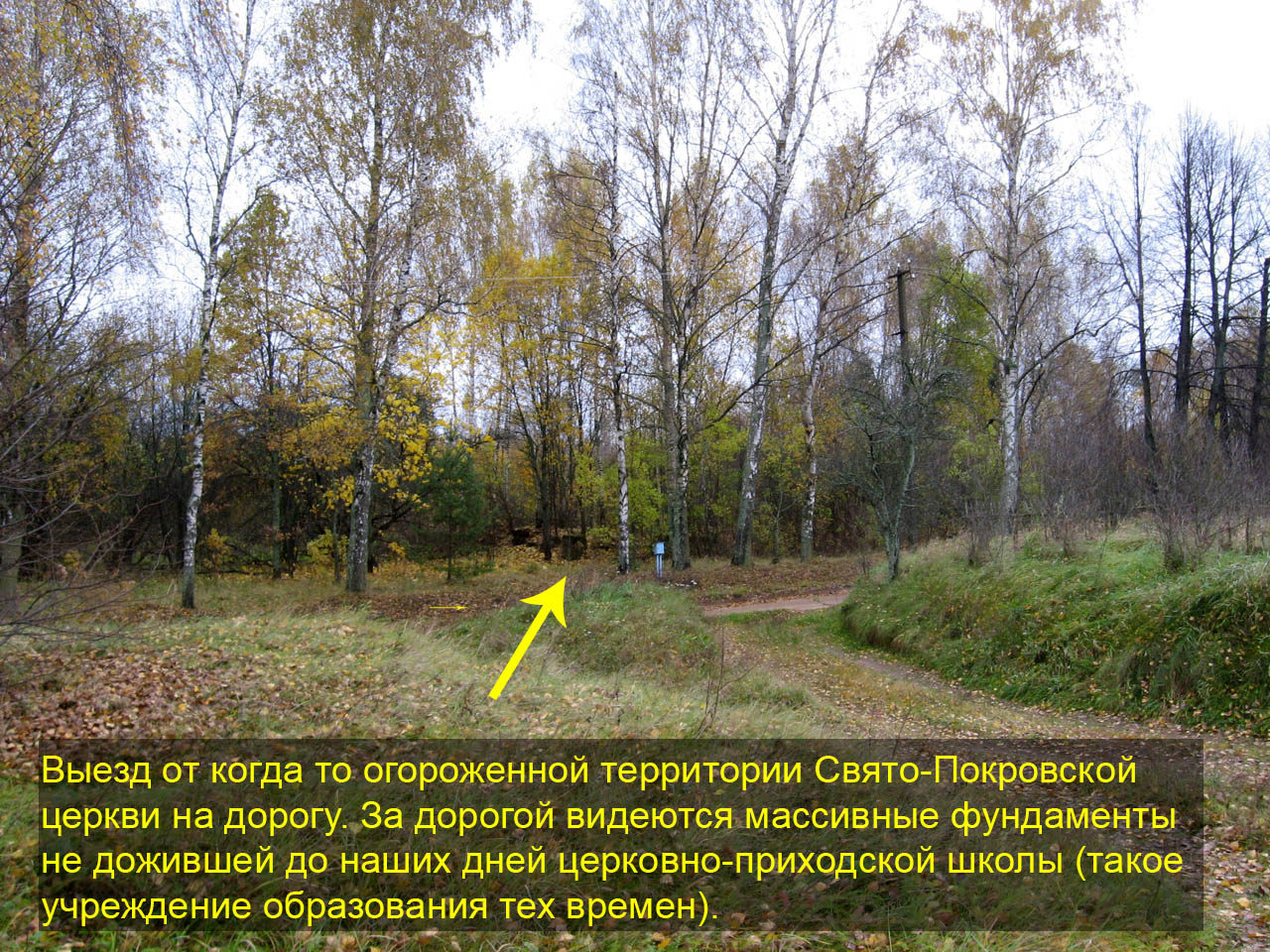
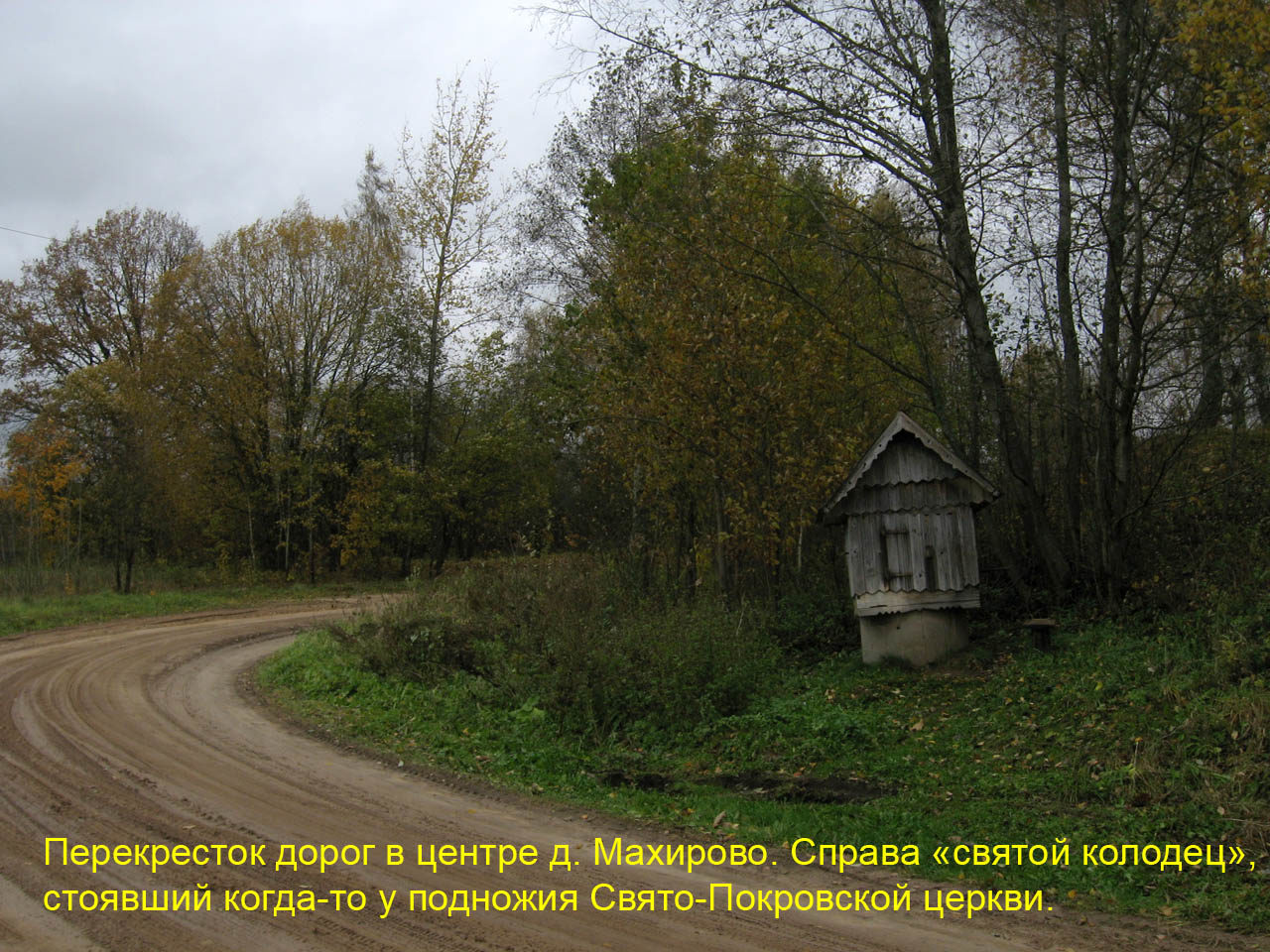